# Hyloxalus fallax
Hyloxalus fallax – gatunek płaza bezogonowego z rodziny drzewołazowatych (Dendrobatidae).

## Występowanie
Jedynym miejscem występowania zwierzęcia jest zachodni Ekwador (mamy do czynienia z gatunkiem endemicznym). Znaleziono go jedynie na dwóch stanowiskach – jedno z nich (miejsce typowe) znajduje się w prowincji Cotopaxi, a drugie w prowincji Bolívar
Siedlisko tego płaza to tropikalne wilgotne lasy górskie. Stwierdzany był w przedziale wysokości 1760–2430 m n.p.m.

## Rozmnażanie
Inaczej niż w przypadku większości niespokrewnionych blisko z tym gatunkiem płazów, samica składa swe jaja prawdopodobnie na glebę. W tej gromadzie zwierząt spotyka się zwykle zapłodnienie zewnętrzne. Rola samca nie ogranicza się do kopulacji, musi on także przenieść kijanki do wody, by mogły one przejść przeobrażenie, przybierając kształt osobników dorosłych.

## Status zagrożenia
W Czerwonej księdze gatunków zagrożonych IUCN Hyloxalus fallax od 2023 roku klasyfikowany jest jako gatunek krytycznie zagrożony (CR, ang. Critically Endangered); wcześniej, od 2004 roku uznawano go za gatunek niedostatecznie rozpoznany (DD, ang. Data Deficient). Płaz ten być może już wymarł, bowiem mimo poszukiwań brak jest stwierdzeń od lat 80. XX wieku. Nawet jeśli przetrwał, to jego liczebność nie przekracza 250 dorosłych osobników. Do zagrożeń dla gatunku należy niszczenie i degradacja siedlisk w wyniku rozwoju rolnictwa i pozyskiwania drewna.